# Фармакологічна ідіосинкразія
Фармакологічна ідіосинкразія, або Ідіосинкратична реакція на лікарський засіб — генетично зумовлена атипова реакція організму на медикаменти, яка проявляється у невеликої частини населення (< 5 %). Виникнення такої реакції не має очевидного зв'язку з дозуванням препарату чи тривалістю терапії. За Роулінсом та Томпсоном (1998), фармакологічна ідіосинкразія належить до реакцій типу В побічної дії лікарських засобів.

## Критерії фармакологічної ідіосинкразії
Щоб реакція організму на лікарський засіб могла вважатися ідіосинкратичною, вона повинна відповідати певним вимогам. До них належать:
- Виникнення побічної дії на препарат у менше ніж 5 % відсотків людей, які його приймали;
- Незалежність від фармакологічного ефекту лікарського засобу. Наприклад, препарат резулін (діюча речовина троглітазон) є протизапальним, антидіабетичним засобом, але якості ідіосинкратичний ефект викликає гепатотоксичність. Інший препарат, трован (діюча речовина тровафлоксацин), також викликає ураження печінки, проте його фармакологічна дія полягає у зниженні рівня холестерину у плазмі крові[4];
- Відсутність очевидного зв'язку з дозуванням препарату. Важливою особливістю фармакологічної ідіосинкразії є відсутність збільшення ризику її виникнення зі збільшенням дози препарату[5]. Проте ідея про те, що ідіосинкратичні реакції є незалежними від дози не зовсім правильна. У більшості пацієнтів ідіосинкратична реакція не виникне зовсім при будь-якому дозуванні препарату, але у невеликого відсотку — її прояви викликаються нижчими дозами, ніж межі терапевтичного ефекту. Це свідчить про те, що вплив дозування препарату на виникнення ідіосинкразії є мало вивченим та потребує детальнішого дослідження[6].
- Мінливий, непостійний прояв реакції, який не узгоджується з прийомами препарату. Його суть полягає у тому, що перші симптоми ідіосинкразії можуть з'являтися за різні проміжки часу для кожного повторного курсу прийому лікарського засобу. Також, при повторному застосуванні деяких препаратів ідіосинкратична реакція може взагалі не виникати, або виникати набагато пізніше, ніж першого разу. Тривалість періоду між прийомом медикаменту та появою перших симптомів варіює і може зменшуватися, якщо пацієнт повторно проходить курс лікування таким препаратом[7]. Проте, існують рідкісні винятки, у випадку яких ідіосинкразія розпочинається майже одночасно з першим прийомом лікарського засобу. Як приклад можуть бути ураження печінки, які виникають при прийомі телітроміцину (Telithromycin) та проявляються приблизно через добу від початку терапії[8]. Варто зазначити, що існують випадки, коли ідіосинкратична токсичність виникає спонтанно. Наприклад, ідіосинкратична автоімунна реактивність зазвичай проявляється пізно, через 1 рік або довше від початку терапії[9][10]. Проте, у деяких випадках, вона може розвиватися через місяці після припинення терапії[11][12].
- Зв'язок між тяжкістю проявів ідіосинкразії та часу їх прояву. Незначні висипи на шкірі, локалізовані на невеликих її ділянках, з'являються приблизно через 1 тиждень після першого прийому препарату. Проте, для появи тяжких та значних висипів потрібно більше часу (2-4 тижні). Ідіосинкратичні ураження печінки та кісткового мозку з'являються із затримкою понад 1-2 місяці.

## Фактори ризику
Фактори ризику розвитку ідіосинкразії існують, проте вони не завжди однозначні та у більшій мірі специфічні для кожного конкретного препарату. До такаих факторів належать:
- Вік. З віком підвищується ризик виникнення уражень печінки, зумовлених прийомом ізоніазиду. Проте, натрію вальпроат зумовлює схожі ефекти у новонароджних[13];
- Інфекційні захворювання. Наявність специфічного типу інфекційних захворювань збільшує ризик виникнення деяких ідіосинкратичних реакцій. Це пов'язано з тим, що під час хвороби може збільшуватися сприйнятливість органів та тканин до метаболітів деяких лікарських засобів. До таких ідіосинкратичних реакцій, наприклад, належать викликані амоксициліном висипи у пацієнтів з мононуклеозом[14], реакції гіперчутливості, спричинені сульфаніламідом у пацієнтів зі СНІДом[15].
- До інших факторів ризику можна віднести стать, склад лікарського засобу, наявність травм чи хронічних захворювань, спосіб життя: вживання алкоголю, тютюну, наркотичних засобів тощо[16].

## Механізм виникнення
Термін «ідіосинкратичний» означає специфічний для конкретної особи. Він відображає непередбачуваність даного явища, оскільки визначити причини та механізми його розвитку у більшості випадків буває досить складно. Проте, в ході численних дослідженнь було встановлено, що деякі ідіосинкратичні реакції на медичні препарати можуть бути зумовлені змінами у групі генів лейкоцитарного антигену людини (human leukocyte antigen gene complex), яка є частиною групи генів головного комплексу гістосумісності. Інші гени, наприклад ген глутатіон S-трансферази та гени інших ферментів, також можуть бути пов'язані з підвищеною частотою виникнення ідіосинкратичної токсичності.
Загалом, існує дві загальноприйняті гіпотези щодо механізму виникнення ідіосинкразії — це генетично зумовлені 1) поліморфізм метаболізму медичних препаратів та 2) виникнення специфічної імунної відповіді на сам препарат або його метаболіт(и).

## Прояви
Ідіосинкразія може проявляться як ураження або хвороби багатьох органів та їх систем, проте найчастішими мішенями стають печінка, шкіра та кістковий мозок. Деякі лікарські засоби викликають ідіосинкратичну реакцію, лімітовану одним органом або їх системою, в той час як інші можуть зумовлювати ураження декількох органів або їх систем. Фторотан, наприклад, викликає ураження виключно печінки, оскільки в цьому органі відбуваються його метаблічні перетворення. Під дією цитохрому р450 з фторотану утворюється реактивний метаболіт, який зумовлює руйнування гепатоцитів. Інший лікарський засіб, карбамазепін, здатен викликати не лише загибель гепатоцитів, а й висипи на шкірі, синдром Лаєлла (синдром токсичного некролізу епідермісу), агранулоцитоз, апластичну анемію тощо. У останньому випадку ураження часто розвиваються одночасно. Більш того, різні медикаменти можуть викликати схожі патерни ідіосинкратичних симптомів, оскільки деякі характеристики ідіосинкразії стосуються усіх її проявів, проте, ця схожість не є абсолютною та дещо відрізняється для різних лікарських засобів.

### Висипання на шкірі
Шкірні висипання є найпоширенішим проявом ідіосинкратичної реакції на лікарський засіб. Це можна пояснити тим, що навіть невеликі висипи можна помітити неозброєним оком, в той час як незначні ураження внутрішніх органів залишаються поза увагою. Також, шкіра є надзвичайно імунологічно активною, що робить її потенційною мішенню ідіосинкразії. Ідіосинкратичні висипання на шкірі можуть проявлятися по-різному. Основними з них є:

#### Макропапільозні або морбіліформні висипання
Морбіліформні висипання становлять 90 % випадків шкірних висипань, викликаних лікарськими засобами. Проявляються зазвичай через 1-2 тижні після першого прийому препарату. За відсутності інших ідіосинкратичних проявів, морбіліформні висипання не становлять серйозної загрози здоров'ю пацієнта. Такі висипи часто зникають самостійно, навіть за умови продовження терапії. Однією з причин того, чому ці висипання є незначними, є те, що більшість клітин шкіри не експресують високий рівень білків MHC-II, з якими здатні зв'язуватися CD4+ T-клітини. Тому, залучення CD8+ Т-кіллерів опосередковане CD4+ T-клітинами до даних імунологічних реакцій не відбувається.

#### Кропивниця
Наступним за поширеністю проявом ідіосинкратичного висипання є кропивниця. Вона опосередкована, як правило, IgE антитілами, які викликають алергічні реакції анафілактичного типу. Антитіла IgE-типу здатні приєднуватися через Fc-ділянку до рецепторів на мембрані тучних клітин, що зумовлює виділення останніми медіаторів запалення, таких як гістаміну, простагландинів та інших. Прояви кропивниці характеризуються великими припіднятими почервоніннями та свербежем, які, зазвичай, зникають впродовж 24 годин після появи. Проте, кропивниця може тривати багато часу, у зв'язку з появою нових уражень або їх поширенням на інші ділянки тіла. Як і для інших ідіосинкратичних реакцій, поява кропивниці віддалена в часі від першого курсу прийому препарату, але за умови відновлення терапії може проявлятися набагато швидше — від декількох хвилин або годин.
Кропивниця може бути хронічною або ідіопатичною (спонтанною). У деяких випадках кропивниця, спровокована ідіосинкратичною реакцією на препарат, може перерости у хронічну та виникати незалежно від прийому лікарського засобу. До препаратів, які здатні викликати кропивницю належать нестероїдні протизапальні препарати та інгібітори ангіотензинперетворюючого ферменту. Наприклад, за терапії аспірином можливою є зміна метаболізму арахідонової кислоти у сторону продукції лейкотрієнів, які, у свою чергу, є медіаторами алергічних реакцій.

#### Фіксовані висипи, викликані лікарськими препаратами (Fixed Drug Eruption)
Цей вид шкірних висипань, на відміну від інших, завжди виникає лише у відповідь на дію лікарського засобу. Він проявляється як невелика кількість шкірних уражень, яка з'являється на одних і тих же ділянках тіла щоразу після прийому певних препаратів. Після закінчення терапії ці ураження зникають самі по собі, проте на їхньому місці залишається гіперпігментація, що дозволяє легко визначити площу ураження. Повторний прийом лікарських препаратів зумовлює збільшення кількості висипів та їх експансію на сусідні ділянки тіла. Як і у випадку морбіліформних висипань, фіксовані висипання зумовлюють CD8+ T-клітини, проте відмінністю є залучення Т-клітин пам'яті. Важливо зазначити, що ураження лімітовані однією стороною тіла — лівою або правою. У більшості випадків, захворювання протікає у легкій формі, але у незначній кількості випадків може супроводжуватися системними симптомами, як-от гарячка, артралгія тощо.

#### Гострий генералізований екзематозний пустульоз
Виникнення гострого генералізованого екзематозного пустульозу як ідіосинкратичної реакції на лікарські засоби, зазвичай, пов'язане з прийомом антибіотиків. Дане захворювання проявляється як неінфекційне гнійне ураження шкіри, яке охоплює лице, шию, пахову та пахвові ділянки, а також супроводжуються гарячкою і нейтрофілією. Зазвичай, воно проявляється дуже швидко — в межах доби після першого прийому лікарського засобу.

#### Синдром Стівенса-Джонсона та синдром Лаєлла
Синдром Стівенса-Джонсона та синдром Лаєлла є найбільш тяжкими проявами ідіосинкратичних висипань на шкірі. Відсоток смертності становить близько 30 %. Синдром Стівенса-Джонсона, по суті, є формою синдрома Лаєлла, перебіг якого, за звичай, проходить набагато легше. За синдрому Стівенса-Джонсона вражається до 10 % шкіри пацієнта, в той час як при синдромі Лаєлла це значення становить понад 30 %. Обидва синдроми починаються раптово, виникає гарячка та загальна слабкість, потім з'являються болісні висипи. Пацієнтам з даним синдромом характерний позитивний симптом Нікольського — прикладання невеликого зусилля з боку від висипів зумовлює злущування епідермісу. Це відбувається через масовий апоптоз кератиноцитів з подальшим роз'єднанням епідермісу від дерми. Вражаються також слизові оболонки рота, статевих органів, органів шлунково-кишкового тракту тощо. Проявляється Синдром Стівенса-Джонсона та синдром Лаєлла у більшості випадків через 14 ± 7 днів після прийому лікарського засобу. Очевидно, що дані синдроми спричинені імунними процесами в організмі пацієнта. Прийнято вважати, що клітинами, які зумовлюють розвиток висипів є цитотоксичні Т-лімфоцити. Гибель кератиноцитів пов'язана з наявністю на їх мембрані  Fas-рецепторів (apoptosis antigen 1), рецепторів до гранулізину та TRAIL (tumor necrosis factor-related apoptosis-inducing ligand). Активація усіх цих рецепторів зумовлює запускання каскаду апоптозу.

## Важливість
На сучасному етапі розвитку фармацевтики, стратегія підвищення ефективності існуючих лікарських засобів та пошуку нових альтернативних препаратів є домінуючою. Таке явище як фармакологічна ідіосинкразія може суттєво завадити розробці та імплементації на ринок нових медикаментів, оскільки її прояви та причини виникнення, зазвичай, виявляють занадто пізно. Це зумовлено відсутністю належних тваринних моделей для доклінічного етапу оцінки препаратів, недостатньою вивченістю механізмів її розвитку тощо. Тому ідіосинкратичні реакції, як правило, не виявляються, допоки лікарський засіб не перебуває у другій фазі клінічних випробувань або уже фактично у продажу. Зважаючи на вище сказане, фармакологічна ідіосинкразія є причиною значного відсотку захворюваності та смертності населення. Наприклад, мета-аналіз 39 досліджень виявив понад 2 мільйони випадків госпіталізації та понад 100 000 смертей, спричинених ідіосинкратичними реакціями на лікарські препарати у США за 1998 рік. Тип та тяжкість перебігу ідіосинкразії варіюється, але у частині випадків завдає непоправної шкоди здоров'ю людей. Проте, окрім безпосереднього негативного впливу на життя та здоров'я частини людей, фармакологічна ідіосинкразія зумовлює виведення з ринку ефективних медикаментів, які могли б допомогти більшості населення. Тому, надзвичайно важливим є додатковий моніторинг специфічних реакцій під час клінічних випробувань, створення адекватних тваринних або клітинних моделей, наукові дослідження для розуміння механізмів фармакологічної ідіосинкразії, які зможуть мінімізувати її шкідливі прояви.